# Успение Богородично (Злетово)
Вижте пояснителната страница за други значения на Успение Богородично.
„Успение на Пресвета Богородица“ (на македонска литературна норма: „Успение на Пресвета Богородица“) е православна църква в село Злетово, източната част на Република Македония. Главен храм е на Злетовската парохия на Брегалнишката епархия на Македонската православна църква – Охридска архиепископия.
За годините на изграждане на църквата има разногласие, тъй като тя претърпява няколко фази на строителство. Първоначално е еднокорабна, от ломен камък и хоросан. От тази сграда е останала полукръглата апсида със запазена стара живопис. Апсидата е вградена в новата сграда, която е също е еднокорабна, но по-тясна и по-дълга и градена от дялан камък с полукръгъл свод. Нартексът от западната страна и тремът от южната страна са от третата фаза на градеж от 1853 година. Стенописът от първата фаза е сравнително добре запазен. Стилистично според историка Коста Балабанов е близък до делата от първата половина на XVI век. Най-близък сравнителен материал е живописта в църквата „Свети Никола Топлички“.
Иконите са от XIX век, дело на Анастас Зограф от Крушево.
През Възраждането църквата е принадлежана на българската екзархийска партия, по-голямата в селото, докато другата църква „Свети Илия“ е в ръцете на сърбоманите.
- Общ изглед
- От югоизток
- Гроб в двора
- Тремът